# Тенскуатауа
Тенскуатауа, известен също и като Пророкът Шоуни или просто Пророкът, е важен религиозен и политически лидер в началото на XIX век в региона на долината на Охайо.
Вероятно е роден през 1775 г. в Олд Пикуа, Охайо и умира през ноември 1836 г. в Канзас Сити, Канзас.
Тенскуатауа е роден в семейство от поне 6 по-големи братя и сестри. Преди раждането му техният баща Пукешинуа, военен водач на шоуните, е убит в битката при Пойнт Плезънт през 1775 г. Майка им Метоатаске, която е от криките, напуска Охайо през 1779 г., като поверява децата си Тенскуатауа, Текумзе и още едно дете на по-голямата си сестра Текумаписи.
Като дете Тенскуатауа носи името Лалауетика – Дрънкалото. През 1804 г. Лалауетика поема ролята на шаман, след като известният шаман Пенагашея умира. Лалауетика се е учил от него от 1795 г. След поредица от видения през 1805 г. той променя името си на Тенскуатауа – Отворената врата. Във виденията си той се среща с Господаря на живота, който му показва ада и рая и му дава указания. Тенскуатауа започва да проповядва на индианците да отхвърлят алкохола и християнството и да се уважават по между си. Той твърди още, че ако се следват ученията на Господаря на живота, мъртвите и животните ще се завърнат. Също така проповядва, че американците са продукт на злата Голяма змия, която подпомагана от вещици, и разпространяват смърт и унищожение. И накрая видението на Тенскуатауа включва и създаването на общоиндиански съюз, който да се противопостави на посегателствата върху индианските земи от европейците.
Веднага след неговото виждане и обяснения Тенскуатауа и Текумсе създават село близо до Грийнвил, Охайо и призовават всички индианци да се заселят там. Това селище е пряко оспорване на договора от 1795 г. от Грийнвил. За кратко време селището се пренаселва и през 1808 г. е основано новото село Профетстаун н устието на река Типикану. Тук влиянието на братята се тълкува като заплаха от губернатора на Индиана Уилям Хенри Харисън. През 1811 г., когато Текумсе е на юг, за да организира индианския съюз, Харисън с около 1000 мъже напада Профетстаун, побеждавайки Тенскуатауа и неговите последователи. Тази загуба уронва престижа на Пророка сред народите от Големите езера.
Скоро след като Харисън напуска района Профетстаун е възстановен, а Тенскуатауа продължава да участва в събитията от Войната от 1812 г., без да участва в нито една битка. През 1813 г. в битката при Темза Тенскуатауа бяга с британците, оставяйки Текумсе и десетки други воини да умрат, докато защитават отстъплението им. Американската победа в тази слага край на британската и индианска власт в стария Северозапад. На Тенскуатауа и последователите му е не е разрешено да се завърнат в Съединените щати през 1815 г. Те остават в Горна Канада до 1824 г.
През 1826 г. Тенскуатауа и шоуните са изгонени от долината на Охайо и са преместени в Каскаския в западната част на Мисури, където престояват до 1828 г., когато са преместени в Канзас. През 1828 г. позира за портрет на Джордж Катлин. Умира през 1836 г.